# Maja Gullstrand
Mariann "Maja" Elisabet Gandsjö Gullstrand, född 30 september 1980 i Norrstrands församling i Karlstad, är en svensk musiker och artist. Hon slog igenom i talangsåpan Fame Factory 2003–2004 där hon gick till final.

## Musikkarriär
Maja Gullstrand är uppvuxen i Helsingborg. Hon framträdde med sång på 1990-talet i tv-program som Oldsberg – för närvarande och 24 karat. Hon deltog därefter 1995 i TV3:s Förlåt mig. År 2004 kom jazzalbumet Hemligheter på Bert Karlssons skivbolag Mariann Grammofon. År 2006 kom singeln "Alla dessa ord", som kom som bäst på plats 5 på Svensktoppen. I slutet av sommaren 2008 släppte hon sitt andra album Cirkus, där första singeln heter "Klädd i mig".
Gullstrand deltog i Melodifestivalen 2009 under den tredje deltävlingen med bidraget Här för mig själv. Hon kom på åttonde plats i deltävlingen och gick inte vidare. Därefter kom tredje albumet med samma namn. Hon deltog i Svensktoppen nästa 2013 i Malmös deltävling med låten "Aldrig, aldrig, aldrig".
År 2014 släppte Gullstrand tre nya videor med coverlåtar: "Summertime", "My Girl" (Where did you sleep last night) och "Fix you" (Coldplay).
År 2019 kom musiksinglarna "I’m Sorry" och "Rum". I juli 2021 släppte Maja singeln "Vilda hjärtan" tillsammans med dottern Majken Henrika som också släpptes som musikvideo på YouTube.
År 2022 släppte Maja tillsammans med artistkollegan och vännen Jay Smith (vinnare av svenska Idol 2010) singeln "The End", en countryballad skriven av Maja, Jay och producenten Jokke Svenningrud. 
År 2024 släpps singeln "Röda tråden" (skriven av låtskrivarparet Niklas och Jessika Jarl) och tätt efter släpper Maja singeln "En kyss". Skriven av henne själv och producerad av Jokke Svenningrud. 

## Övrig verksamhet
Maja Gullstrand har sedan 2013 haft utställningar i Skåne. Hon har ett illustrationsföretag som bland annat gör gratulationskort till butiker.

## Diskografi

### Album
- Hemligheter (2004-09-29, Mariann grammofon)
- Cirkus (2008-05-28, Metronome)
- Här för mig själv (2009, WEA)
- Not for Sale (2015)

### Singlar
- "Side by side" (2004-05-17) (Johan Östberg & Maja Gullstrand) (text & musik: Johan Östberg, Helena Rask )
- La La La Love (2004-09-08)

1. "La La La Love"
2. "Lika vacker som farlig"

- Dröm på posten (2004-12-01)

1. "Dröm på posten"
2. "Barndomstid"

- Alla dessa ord (2006-01-20)

1. "Alla dessa ord" (text & musik: Lina Eriksson, Mårten Eriksson)
2. "Hemligheter"

- "Hagga" (2007) (Houman Sebghati med Maja) (musik: Houman Sebghati, text: Maja Gullstrand, Houman Sebghati)
- "Klädd i mig" (2008)
- ”I’m Sorry” (2019)
- ”Rum” (2019)
- ”Vilda hjärtan” (2021) - Majken Henrika feat Maja Gullstrand
- ”The End” (2022) Jay Smith feat Maja Gullstrand (text & musik: Maja Gullstrand, Jay Smith & Joakim Pettersson)
- "Röda tråden" (2024) (Text & musik: Niklas & Jessika Jarl)
- "En kyss" (2024) (Text: Maja Gullstrand. Musik: Maja Gullstrand & Jokke Svenningrud)

### Fotnoter
1. ↑  Sveriges befolkning
2000:
Gullstrand, Mariann Elisabet
(1980-09-30)
Försäkringskassan, uttag avseende 20001231 (2014)
2. ↑  ”Tittarna avgjorde Fame Factoryfinalen”. Sydsvenskan. 23 april 2005. http://www.sydsvenskan.se/kultur--nojen/tittarna-avgjorde-fame-factoryfinalen/. Läst 4 november 2014.